# Олубайо Адефемі
Олубайо Адефемі (англ. Olubayo Adefemi; 13 серпня 1985, Лагос — 18 квітня 2011, Кавала) — нігерійський футболіст, що грав на позиції захисника.
Виступав, зокрема, за клуби «Хапоель» (Тель-Авів) та «Рапід» (Бухарест), а також національну збірну Нігерії.
Володар Кубка Ізраїлю.

## Клубна кар'єра
У дорослому футболі дебютував 2001 року виступами за команду «Бендел Іншуренс», у якій провів один сезон. 
Згодом з 2002 по 2005 рік грав у складі команд «Дельта Юнайтед» та «Хапоель» (Єрусалим).
Своєю грою за останню команду привернув увагу представників тренерського штабу клубу «Хапоель» (Тель-Авів), до складу якого приєднався 2005 року. Відіграв за команду з Тель-Авіва наступний сезон своєї ігрової кар'єри.
Протягом 2006—2008 років захищав кольори клубів «Хакоах» та «Хапоель» (Бней-Лод).
У 2008 році уклав контракт з клубом «Рапід» (Бухарест), у складі якого провів наступний рік своєї кар'єри гравця. 
З 2009 по 2010 рік продовжував кар'єру в клубах «Альтах» та «Булонь».
Завершив ігрову кар'єру у команді «Шкода Ксанті», за яку виступав протягом 2010—2011 років.

## Виступи за збірні
Протягом 2005–2008 років залучався до складу молодіжної збірної Нігерії. На молодіжному рівні зіграв у 10 офіційних матчах, забив 2 голи.
У 2008 році дебютував в офіційних матчах у складі національної збірної Нігерії.
Загалом протягом кар'єри в національній команді, яка тривала 4 роки, провів у її формі 5 матчів.
Помер 18 квітня 2011 року на 26-му році життя у місті Кавала.

## Титули і досягнення
- Володар Кубка Ізраїлю (1):

«Хапоель» (Тель-Авів): 2005-2006